# Totma
Totma (russisch Тотьма) ist eine Stadt in Nordwestrussland. Sie liegt in der Oblast Wologda und hat 9785 Einwohner (Stand 14. Oktober 2010).

## Geographie
Die Stadt liegt etwa 220 km nordwestlich der Oblasthauptstadt Wologda an der Suchona, dem linken Quellfluss der Nördlichen Dwina. Die nächstgelegene Stadt ist Soligalitsch 103 km südlich von Totma.
Totma ist Verwaltungszentrum des gleichnamigen Rajons.

## Geschichte

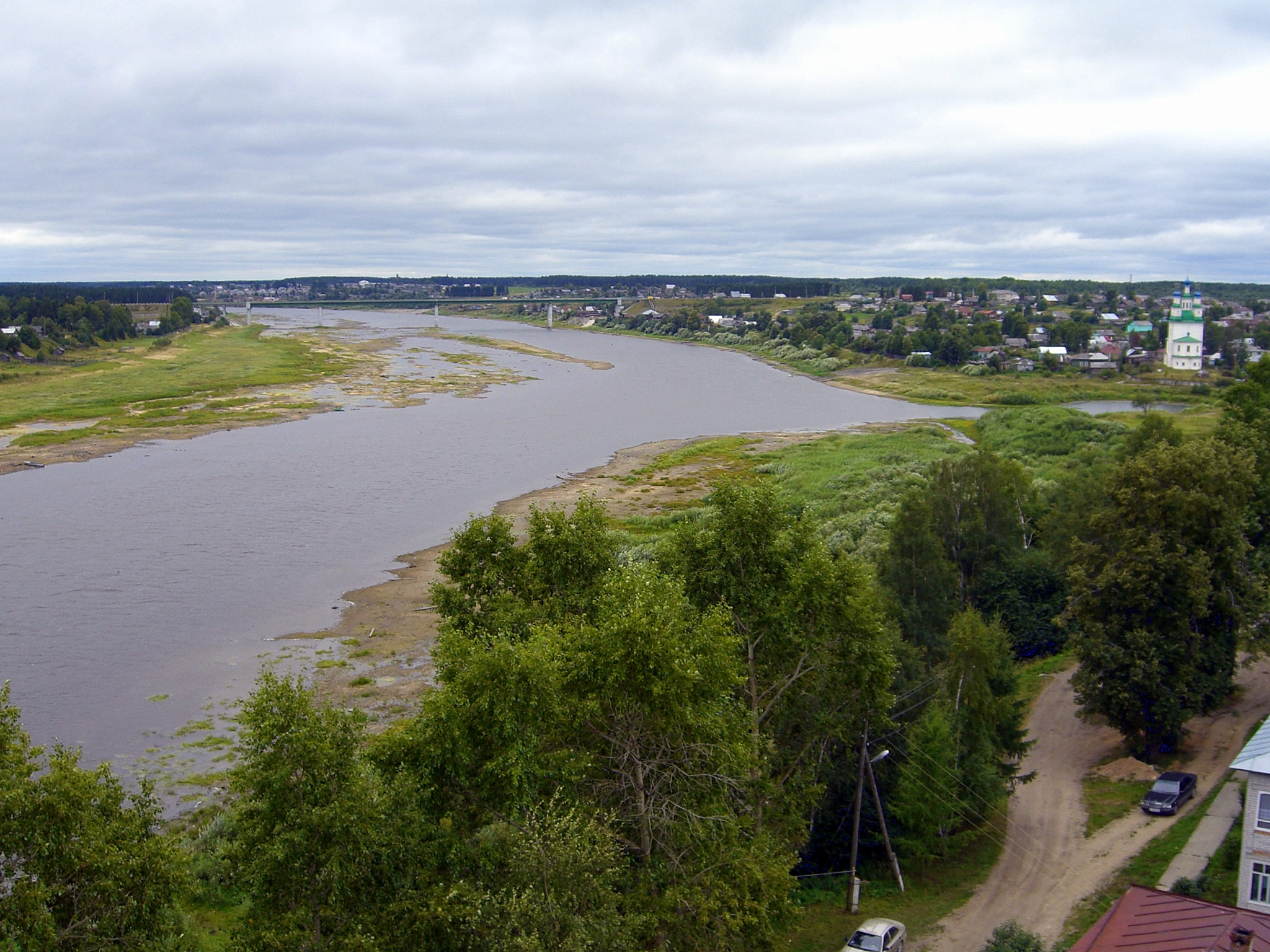
Totma mit Suchona

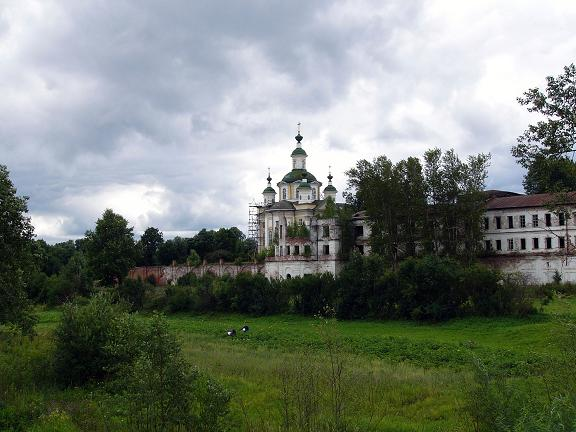
Ehemaliges Sumorin-Kloster nahe Totma

Totma wurde im Jahr 1137 erstmals in einer Nowgoroder Urkunde erwähnt. Zu jener Zeit befand sich die Ortschaft einige Kilometer flussabwärts und war dem Nowgoroder Fürsten unterstellt. Der Ortsname ist jedoch finno-ugrischen Ursprungs, was zusammen mit entsprechenden archäologischen Funden auf die ursprüngliche Besiedelung des heutigen Stadtgebietes durch die Merja und verwandte Stämme hindeutet.
Nachdem im 15. oder 16. Jahrhundert an der Suchona Salzvorkommen erschlossen wurden, entstand Totma an der heutigen Stelle als Possad neu. Trotz Überfälle durch Tataren erlangte Totma durch die Salzgewinnung sowie die Lage an einem Handelsweg wirtschaftliche Bedeutung, die sich auch in den nächsten Jahrhunderten weiterentwickelte: So wurden hier im 17. Jahrhundert über 300 Tonnen Salz jährlich gefördert. Die wirtschaftliche Prosperität Totmas erlaubte den Bau neuer Kirchen sowie des bis heute teilweise erhaltenen Sumorin-Klosters im 16. Jahrhundert.
Auch durch die Entwicklung diverser Handwerke erreichte Totma bis zum 18. Jahrhundert den Höhepunkt seiner Blütezeit. 1780 erhielt es Stadtrecht und neun Jahre später ein eigenes Stadtwappen. Die namhaften Kaufleute Totmas waren es auch, die im späten 18. Jahrhundert eine Reihe von Nordmeer-Expeditionen unter russischer Flagge finanzierten (darunter die Reise des ebenfalls aus Totma stammenden Seefahrers Iwan Kuskow, der in Kalifornien die russische Festung Fort Ross gründete).
Ab Ende des 18. Jahrhunderts verlor Totma seine einstige Bedeutung, da die alten Handelswege, an denen es lag, nicht mehr so stark genutzt wurden. Im späten 19. und frühen 20. Jahrhundert diente die Stadt unter anderem als Verbannungsort, so auch für bekannte Revolutionäre wie Lunatscharski oder Molotow.
1937 wurde Totma und der zugehörige Landkreis in die Oblast Wologda eingegliedert.

### Bevölkerungsentwicklung
| Jahr | Einwohner |
| ---- | --------- |
| 1897 | 4.947     |
| 1926 | 5.464     |
| 1939 | 6.917     |
| 1959 | 7.929     |
| 1970 | 8.465     |
| 1979 | 9.336     |
| 1989 | 10.622    |
| 2002 | 10.531    |
| 2010 | 9.785     |

Anmerkung: Volkszählungsdaten

## Wirtschaft
Totma hat nur relativ wenig Industrie: Es gibt unter anderem Forstbetriebe sowie kleinere Hersteller aus dem Leichtindustrie- und Nahrungsmittelbereich. Nahe Totma verläuft eine Erdgas-Pipeline. Die einstige Salzgewinnung hat heute kaum noch Bedeutung.

## Söhne und Töchter der Stadt
- Iwan Kuskow (1765–1823), Seefahrer
- Antoni Wiwulski (1877–1919), Architekt und Bildhauer